# Бібліотека імені Леніна (станція метро)
«Бібліотека імені Леніна» (рос. Библиотека имени Ленина) — станція Сокольницької лінії Московського метрополітену. Відкрита 15 травня 1935.
Розташована між станціями «Охотний ряд» та «Кропоткінська» на території Тверського району Центрального адміністративного округу Москви, під Моховою вулицею, паралельно комплексу будівель РДБ.

## Вестибюлі
Станція входить до складу найбільшого пересадного вузла у Москві і є пересадкою на станції «Арбатська» Арбатсько-Покровської лінії, «Олександрівський сад» Філівської лінії і «Боровицька» Серпуховсько-Тимірязівської лінії.
Пересадка на станції «Арбатська» і «Олександрівський сад» здійснюється через східний аванзал, а також через сходи у центрі залу. Через них же здійснюється вихід до суміщеного вестибюлю (наземного і підземного) станцій «Олександрівський сад» і «Бібліотека імені Леніна». Через західний аванзал станція з'єднується зі станцією «Боровицька», а також з наземним вестибюлем, розташованим поряд з будівлею Російської державної бібліотеки.
Формально жоден із вестибюлів пересадного вузла не вважається вестибюлем станції «Бібліотека імені Леніна».

### Пересадки
- Метростанції
  -  «Арбатська»
  -  «Олександрівський сад»
  -  «Боровицька»
- Автобуси: м1, м2, м6, м7, м9, е10, н2, н11

## Технічна характеристика
Конструкція станції — односклепінна мілкого закладення (глибина закладення — 12 м). Споруджена за індивідуальним проектом закритим способом з обробкою з монолітного бетону. Посадковий зал перекритий єдиним склепінням (така конструкція була вперше застосована саме на цій станції). Товщина ґрунту над склепінням всього 2 — 3,5 м. Довжина станції — 160 м, горизонтальний перетин станції — 19,8 м, поперечний — 11,7 м

## Колійний розвиток
Станція без колійного розвитку.

## Оздоблення
Колійні стіни оздоблені керамічною жовтою плиткою і жовтим мармуром (мармурові пілястри приховують опори арок склепіння). Під час відкриття станції покриття центрального залу було паркетним, потім було замінено спочатку на асфальт, потім на сірий граніт. Склепіння оздоблено у вигляді клітин. Станція освітлюється круглими світильниками. У східному аванзалі знадиться мозаїчний портрет В. І. Леніна (художник Г. І. Опришко, початок 1970-х).